# Cairneyhill
Cairneyhill är en ort i Storbritannien.   Den ligger i kommunen Fife och riksdelen Skottland, i den centrala delen av landet, 500 km norr om huvudstaden London. Cairneyhill ligger 38 meter över havet och antalet invånare är 2 660.
Terrängen runt Cairneyhill är huvudsakligen platt, men norrut är den kuperad. Havet är nära Cairneyhill åt sydväst. Runt Cairneyhill är det mycket tätbefolkat, med 1 573 invånare per kvadratkilometer. Närmaste större samhälle är Dunfermline, 4,9 km öster om Cairneyhill. Trakten runt Cairneyhill består i huvudsak av gräsmarker.